# Alseodaphne tonkinensis
Alseodaphne tonkinensis är en lagerväxtart som beskrevs av H. Liou. Alseodaphne tonkinensis ingår i släktet Alseodaphne och familjen lagerväxter. Inga underarter finns listade i Catalogue of Life.